# Лесовский, Степан Степанович
Степан Степанович Лесовский (Лессовский, Лесовской, 18 февраля (2 марта) 1817, г. Ретель, деп-т Арденны, Франция – 26 февраля (9 марта) 1884 Ретель, Франция — 1884) — адмирал русского императорского флота (1881), внук генерал-фельдмаршала Н. В. Репнина. В 1876-80 гг. морской министр.
Его именем названы мыс и залив на Сахалине, а также мыс на Чукотке.

## Биография
Родился во Франции, где служил его отец, Степан Иванович Лесовский, командир Кинбурнского драгунского полка.
- 1835 — Окончил Морской кадетский корпус[2] и Офицерские классы с производством в чин лейтенанта и назначением на Черноморский флот.
- 1851—1852 — Командир брига «Язон»[3].
- Командир фрегата «Кулевчи».
- 1853—1855 — Капитан-лейтенант, командир 52-пушечного фрегата «Диана».
- 4 октября 1853—1856 — совершил кругосветное плавание:
  - 1854 — Вышел из Кронштадта, обогнул мыс Горн, достиг Дальнего Востока и в бухте Де-Кастри поступил в распоряжение дипломатической миссии Евфимия Путятина; перешёл в бухту Симода (Япония), где во время землетрясения фрегат потерпел крушение.
  - 1855 — На иностранной шхуне вернулся в Петропавловск-Камчатский, затем в устье Амура.
  - 1855 — Силами команды соорудил батарею на мысе Лазарева.
  - 1855—1856 — Командир сводного экипажа и начальник береговых батарей в Николаевске-на-Амуре.
  - 1856 — Через Сибирь вернулся в Санкт-Петербург. По возвращении произведён в капитаны 2-го ранга.
- 1856 — Получил звание капитана 1-го ранга с переводом в торговый флот.
- 1857—1858 — Служба в Русском обществе пароходства и торговли (РОПиТ).
- 1858—1861 — Начальник над портом Кронштадта.
- 1861—1862 — В Северной Америке наблюдал за постройкой судов для России.
- 8 июля 1863 года «за отличие по службе» произведен в чин контр-адмирала[4] с зачислением в Свиту.
- 1863—1864 — Командующий эскадрой из шести кораблей (фрегаты «Александр Невский», «Ослябя» и «Пересвет», корветы «Варяг» и «Витязь», клипер «Алмаз»), направленной в Нью-Йорк с целью не допустить вмешательства Великобритании и Франции в Гражданскую войну Севера и Юга[5]. В последующем по распоряжению царя часто привлекался к организации и проведению официальных мероприятий по приему особо важных гостей из США. Свободно владел английским языком[6].
- 1864 — Главный командир Кронштадтского порта, исполняющий обязанности военного губернатора Кронштадта (устроил в городе водопровод, провёл газ, построил казармы).
- 1864—1865 — Командующий эскадрой в Средиземном море.
- 1866[7] — 8 ноября 1871 — Главный командир Кронштадтского порта и военный губернатор Кронштадта.
- 1869 — Генерал-адъютант.
- 1871 — Вице-адмирал.
- 8 ноября 1871 — 1 января 1876 — Товарищ Управляющего Морским министерством.
- 1 января 1876 — 23 июня 1880 — Управляющий Морским министерством (ушёл по собственному желанию в связи с возникшими в отношениях с Китаем недоразумениями, чтобы возглавить тихоокеанскую эскадру).
- 23 июня 1880 — Член Государственного совета.
- 23 июня 1880—1884 — Главный начальник морских сил на Тихом океане.
- 1881 — Полный адмирал.
- 1882—1884 — Глава Комиссии по пересмотру Морского устава.

Лесовский, прозванный моряками «Дядька Степан», не был злым человеком, но пользовался репутацией жёсткого и требовательного командира. Во время плавания на «Диане» из-за его жестокости (матросов часто пороли линьками) команда едва не взбунтовалась. Спасло ситуацию лишь хладнокровие старшего офицера И. И. Бутакова.
Скончался в 1884 году, через месяц после выхода в отставку по состоянию здоровья. Похоронен на Новодевичьем кладбище в Санкт-Петербурге.

## Личная жизнь
Первая жена — Софья Александровна  Филатьева (1805—10.08.1873), из купеческого сословия. В период губернаторства мужа в Кронштадте принимала активное участие в общественной жизни города. В 1867 году по её инициативе в городе было создано Благотворительное общество, взятое под покровительство великой княгиней Александрой Иосифовной. Скончалась в Петербурге от болезни почек. Похоронена в Воскресенском Новодевичьем монастыре. В браке детей не имела.
Вторая жена (с 1874) — Екатерина Владимировна Вестман (1851—после 1884), дочь товарища министра иностранных дел, сенатора В. И. Вестмана. Сопровождала мужа в его плавании на Дальний Восток. Брак был бездетным. Овдовев, жила на пенсию от государства. Говорили, что когда вдова Лесовского решила выйти снова замуж, то писала прошение
к императору Александру III о сохранении ей пенсии в надежде, что монарх и Россия «не забыли службу её мужа, адмирала Лесовского». Но резолюция императора гласила: «Ни я, ни Россия не забыли службу почтеннейшего Степана Степановича, а вот вдова его забыла. Отказать».

## Награды
- Орден Святой Анны 3-й степени (6 декабря 1846)
- Орден Святой Анны 2-й степени (30 ноября 1855)
- Императорская корона к ордену Святой Анны 2-й степени (8 сентября 1859)
- Орден Святого Владимира 3-й степени (17 апреля 1862)
- Орден Святого Станислава 1-й степени (4 апреля 1865)
- Орден Святой Анны 1-й степени (16 апреля 1867)
- Орден Святого Владимира 2-й степени (8 апреля 1873)
- Орден Белого орла (1 января 1876)
- Орден Святого Александра Невского (1 января 1879)
- Орден Святого Владимира 1-й степени (15 мая 1883)
- Тёмно-бронзовая медаль «В память войны 1853-1856 гг.» (26 августа 1856)
- Знак отличия беспорочной службы за XL лет (22 августа 1877)

Иностранные:
- Итальянский орден Святых Маврикия и Лазаря, кавалер большого креста (1864)
- Французский орден Почётного легиона, кавалер командорского креста (1864)
- Гессен-Дармштадтский орден Филиппа Великодушного, кавалер большого креста (1865)
- Австрийский орден Железной короны 1-й степени (1872)
- Шведский орден Меча, кавалер большого креста (1875);
- Датский орден Данеброг, кавалер большого креста (1876)
- Греческий орден Спасителя 1-й степени (1876)